# Duše Kristova

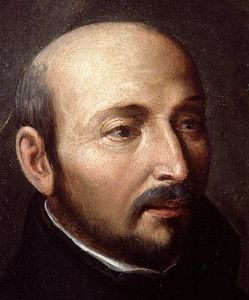
Modlitba je úzce spjata se jménem sv. Ignáce z Loyoly

Duše Kristova (podle prvních slov, latinsky Anima Christi) je středověká katolická modlitba k Ježíši Kristu. Je spojována se jménem sv. Ignáce z Loyoly, který ji s oblibou cituje a doporučuje a který ji také užívá jako motto svých Duchovních cvičení, v jezuitském řádu i mimo něj je velice oblíbená.

## Autorství
Někdy se sv. Ignáci i mylně připisuje její autorství, modlitba je však mnohem starší, je doložena v různých modlitebních knihách ze 70. a 80. let 14. století.
Modlitba vzývá jednotlivé aspekty Kristova lidství, obětovaného v eucharistii, totiž duši, tělo, krev, vodu z Kristova boku a jeho utrpení, a prosí o posvěcení, spásu a záchranu, o stálé společenství s Kristem, o ochranu před ďáblem a věčný život.
Někdy se užívá jako modlitba k eucharistické adoraci, často se doporučuje jako modlitba po přijímání, zvláště pro kněze.

## Odpustky
Je spojena s částečnými odpustky (před 2. vatikánským koncilem 300 dní pokaždé, 7 let po svatém přijímání, plnomocné, pokud se ji věřící modlí jednou denně po celý měsíc, dnes už se tento způsob počítání odpustků nepoužívá).

## Zhudebnění
Modlitbu zhudebnil např. jako moteto Jean-Baptiste Lully, existují i další zhudebnění, využívající obvykle latinský text.

## Text
| Latinský originál | Současné české znění | Starší české znění |
| --- | --- | --- |
| Anima Christi, sanctifica me. Corpus Christi, salva me. Sanguis Christi, inebria me. Aqua lateris Christi, lava me. Passio Christi, conforta me. O bone Iesu, exaudi me. Intra tua vulnera absconde me. Ne permittas me separari a te. Ab hoste maligno defende me. In hora mortis meae voca me. Et iube me venire ad te, Ut cum Sanctis tuis laudem te in saecula saeculorum. Amen. | Duše Kristova, posvěť mě. Tělo Kristovo, zachraň mě. Krvi Kristova, opoj mě. Vodo z boku Kristova, obmyj mě. Utrpení Kristovo, posilni mě. Dobrý Ježíši, vyslyš mě. Ve svých ranách ukryj mě. Nedopusť, abych se odloučil od tebe. Před zlým nepřítelem ochraň mě. V hodině mé smrti zavolej mě. A dej, ať přijdu k tobě, abych tě s tvými svatými chválil navěky. Amen. | Duše Kristova, posvěť mne, Tělo Kristovo uzdrav mne, Krvi Kristova napoj mne, vodo z boku Kristova obmyj mne, umučení Kristovo, síliž mne, Ježíši dobrý, vyslyš mne, ve své rány ukryj mne, odloučit nedej od sebe, úkladu zlého uchraň mne, v hodině smrti navštiv mne, přijíti k sobě přikaž mně, na nebi věčně ať chválím Tě, na věky věkův amen. |